# Love Walks In
Love Walks In (с англ. — «Любовь Входит») — двадцать четвëртый в общем и третий с альбома 5150 сингл хард-рок группы Van Halen, выпущенный 23 июля 1986 года на лейбле Warner Bros..

## О сингле
«В первый раз, когда Эдди сыграл мне эту песню, поздно вечером, у меня пошли мурашки по коже», — вспоминал певец Сэмми Хагар. — Это было так прекрасно. Я написал текст прямо на месте и спел его вживую с помощью ручного микрофона. Если вы внимательно слушаете, то это не самый лучший вокальный звук в мире, но исполнение просто потрясающее.
Он занял 4-е место в американском чарте мейнстрим-рок-песен «Billboard».

## Список композиций
7" сингл США, Испания, Канада, Австралия
| №  | Название        | Длительность |
| -- | --------------- | ------------ |
| 1. | «Love Walks In» | 4:24         |

| №  | Название        | Длительность |
| -- | --------------- | ------------ |
| 1. | «Summer Nights» | 5:04         |

12" сингл Германия
| №  | Название        | Длительность |
| -- | --------------- | ------------ |
| 1. | «Love Walks In» | 5:08         |

| №  | Название               | Длительность |
| -- | ---------------------- | ------------ |
| 1. | «Love Walks In» (live) | 5:01         |
| 2. | «Summer Nights»        | 5:04         |

12" сингл США, Европа
| №  | Название               | Длительность |
| -- | ---------------------- | ------------ |
| 1. | «Love Walks In» (edit) | 4:24         |

| №  | Название                    | Длительность |
| -- | --------------------------- | ------------ |
| 1. | «Love Walks In» (LP версия) | 5:09         |

## Участники записи
- Сэмми Хагар — вокал
- Эдди Ван Хален — электрогитара, бэк-вокал
- Майкл Энтони — бас-гитара, бэк-вокал
- Алекс Ван Хален — ударные